# Teorema de von Staudt-Clausen
En teoria de nombres, el Teorema de von Staudt-Clausen (o Teorema de Staudt-Clausen) diu que:
{\displaystyle B_{2n}=A_{n}-\sum _{p_{k}}{\frac {1}{p_{k}}}\!}
on {\displaystyle B_{2n}} és un nombre de Bernoulli, {\displaystyle A_{n}} és un nombre enter i els {\displaystyle p_{k}} són els nombres primers que satisfan {\displaystyle (p_{k}-1)|2n}, és a dir que {\displaystyle (p_{k}-1)} és divisor de {\displaystyle 2n}.
Aquest teorema permet caracteritzar els denominadors de tots els nombres de Bernoulli, que sempre seran un producte de nombres primers (i, per tant, mai quadrats perfectes) i sempre seran divisibles per {\displaystyle 6}.

## Exemples
Per exemple, per a {\displaystyle n=6}, els nombres primers que compleixen la condició són {\displaystyle {2,3,5,7,13}}, ja que {\displaystyle {1,2,4,6,12}} divideixen {\displaystyle 12}, és a dir {\displaystyle 2n}. Per tant:
{\displaystyle B_{12}=1-\left({\frac {1}{2}}+{\frac {1}{3}}+{\frac {1}{5}}+{\frac {1}{7}}+{\frac {1}{13}}\right)=-{\frac {691}{2730}}}
Per {\displaystyle n=7}, per exemple, és més senzill, ja que només els primers {\displaystyle {2,3}} compleixen la condició (de fet {\displaystyle 2} i {\displaystyle 3} la compleixen sempre):
{\displaystyle B_{14}=2-\left({\frac {1}{2}}+{\frac {1}{3}}\right)={\frac {7}{6}}}

## Història
El teorema va ser descobert independent i simultàniament pels matemàtics Karl von Staudt i Thomas Clausen el 1840. El teorema va ser redescobert a començaments del segle XX per Ramanujan i es pot demostrar utilitzant els nombres p-àdics.